# Alexander Shabliy
Alexander Shabliy (Rostov del Don, Rusia; 18 de abril de 1993) es un artista marcial mixto ruso que actualmente compite en la categoría de peso ligero de Bellator MMA. Desde el 22 de noviembre de 2022, está en la posición #4 de los rankings de peso ligero de Bellator.

## Carrera de artes marciales mixtas

### Bellator MMA
En febrero de 2021, se anunció que Shabliy había firmado un contracto de múltiples peleas con Bellator MMA.
Hizo su debut en la promoción el 21 de mayo de 2021, en Bellator 259, derrotando a Alfie Davis, por decisión unánime.
En su segunda pelea en la promoción, Shabliy enfrentó a Bobby King el 3 de diciembre de 2021, en Bellator 279. Ganó la pelea por decisión unánime.
Shabliy enfrentó al ex-Campeón Mundial de Peso Ligero de Bellator Brent Primus en Bellator 282, el 24 de junio de 2022. Ganó la pelea por TKO en el segundo asalto.

#### Grand Prix de Peso Ligero de Bellator
El 11 de enero de 2023, Shabliy fue anunciado como uno de los 8 participantes del Grand Prix de Peso Ligero de $1 millón de dólares, enfrentando en los cuartos de final a Tofiq Musayev el 10 de marzo de 2023, en Bellator 292. Ganó la pelea por TKO en el tercer asalto.
En la semifinales, Shabliy enfrentó a Patricky Pitbull el 17 de noviembre de 2023, en Bellator 301. Ganó la pelea y avanzó la final del torneo.
Shabliy enfrentó a Usman Nurmagomedov por el Campeonato Mundial de Peso Ligero de Bellator el 7 de septiemnbre de 2024, en Bellator Champions Series 4. Perdió la pelea por decisión unánime.

## Vida personal
Shabliy y su esposa tienen dos hijos.
Shabliy tiene una maestría en Derecho en la Universidad Estatal Rusa de Justicia.

## Récord en artes marciales mixtas
| Récord profesional | Récord profesional | Récord profesional |
| 27 peleas          | 24 victorias       | 3 derrotas         |
| ------------------ | ------------------ | ------------------ |
| Nocaut             | 12                 | 0                  |
| Sumisión           | 7                  | 1                  |
| Decisión           | 5                  | 2                  |

| Resultado | Récord | Oponente           | Método                      | Evento                      | Fecha                   | Ronda | Tiempo | Localización            | Notas                                                       |
| --------- | ------ | ------------------ | --------------------------- | --------------------------- | ----------------------- | ----- | ------ | ----------------------- | ----------------------------------------------------------- |
| Derrota   | 24-4   | Usman Nurmagomedov | Decisión (unánime)          | Bellator Champions Series 4 | 7 de septiembre de 2024 | 5     | 5:00   | San Diego, California   | Por el Campeonato Mundial de Peso Ligero de Bellator.       |
| Victoria  | 24–3   | Patricky Freire    | Decisión (unánime)          | Bellator 301                | 17 de noviembre de 2023 | 5     | 5:00   | Chicago, Illinois       | Semifinal del Grand Prix de Peso Ligero de Bellator.        |
| Victoria  | 23–3   | Tofiq Musayev      | TKO (patada al cuerpo)      | Bellator 292                | 10 de marzo de 2023     | 3     | 0:29   | San José, California    | Cuarto del final del Grand Prix de Peso Ligero de Bellator. |
| Victoria  | 22–3   | Brett Primus       | TKO (golpes)                | Bellator 282                | 24 de junio de 2022     | 2     | 1:22   | Uncasville, Connecticut |                                                             |
| Victoria  | 21–3   | Bobby King         | Decisión (unánime)          | Bellator 272                | 3 de diciembre de 2021  | 3     | 5:00   | Uncasville, Connecticut |                                                             |
| Victoria  | 20–3   | Alfie Davis        | Decisión (unánime)          | Bellator 259                | 21 de mayo de 2021      | 3     | 5:00   | Uncasville, Connecticut |                                                             |
| Victoria  | 19–3   | Alexandre Cidade   | Decisión (unánime)          | ProFC 66                    | 22 de diciembre de 2019 | 3     | 5:00   | Rostov del Don, Rusia   |                                                             |
| Victoria  | 18–3   | Adriano Martins    | Decisión (unánime)          | Fight Nights Global 87      | 19 de mayo de 2018      | 3     | 5:00   | Rostov del Don, Rusia   |                                                             |
| Victoria  | 17–3   | Miroslav Štrbák    | KO (puñetazo)               | Fight Nights Global 82      | 16 de diciembre de 2017 | 2     | 3:02   | Moscú                   |                                                             |
| Victoria  | 16–3   | Gleristone Santos  | KO (rodillazo y golpes)     | ACB 67                      | 19 de agosto de 2017    | 1     | 2:41   | Grozni                  | Nocaut de la Noche.                                         |
| Derrota   | 15–3   | Eduard Vartanyan   | Decisión (dividida)         | ACB 49                      | 26 de noviembre de 2016 | 3     | 5:00   | Rostov del Don, Rusia   | Pelea de la Noche.                                          |
| Victoria  | 15–2   | Michael Brightmon  | TKO (golpes)                | ACB 41                      | 15 de julio de 2016     | 1     | 1:07   | Sochi, Rusia            |                                                             |
| Victoria  | 14–2   | Ryan Quinn         | KO (patada a la cabeza)     | WFCA 16                     | 12 de marzo de 2016     | 3     | 0:13   | Grozni                  |                                                             |
| Victoria  | 13–2   | Haotian Wu         | TKO (lesión)                | Kunlun Fight 29             | 15 de agosto de 2015    | 1     | 3:05   | Sochi, Rusia            |                                                             |
| Victoria  | 12–2   | Gusein Esenbaev    | KO (rodillazo y golpes)     | ProFC 57                    | 29 de marzo de 2015     | 1     | 4:07   | Rostov del Don, Rusia   |                                                             |
| Victoria  | 11–2   | Haitham ElSayed    | Sumisión (heel hook)        | ProFC 56                    | 22 de noviembre de 2014 | 1     | 1:29   | Kursk, Rusia            |                                                             |
| Victoria  | 10–2   | Luca Puggioni      | Sumisión (heel hook)        | ProFC 55                    | 19 de octubre de 2014   | 1     | 1:09   | Krasnodar, Rusia        |                                                             |
| Victoria  | 9–2    | Arsen Ubaidulaev   | KO (rodillazo volador)      | ProFC 53                    | 6 de abril de 2014      | 1     | 1:48   | Rostov del Don, Rusia   |                                                             |
| Derrota   | 8–2    | Arsen Ubaidulaev   | Sumisión (rear-naked choke) | ProFC 49                    | 4 de julio de 2013      | 2     | 2:18   | Jimki, Rusia            |                                                             |
| Victoria  | 8–1    | Michael Doyle      | TKO (golpes)                | ProFC 47                    | 14 de abril de 2013     | 1     | 0:34   | Rostov del Don, Rusia   |                                                             |
| Victoria  | 7–1    | Tarkan Ali Erokcu  | TKO (golpes)                | ProFC 45                    | 15 de diciembre de 2012 | 1     | 0:17   | Grozni                  |                                                             |
| Victoria  | 6–1    | Arvydas Zilius     | Sumisión (armbar)           | ProFC 41                    | 24 de agosto de 2012    | 1     | 1:53   | Rostov del Don, Rusia   |                                                             |
| Victoria  | 5–1    | Abudokar Dukarey   | Sumisión (triangle choke)   | Oplot Challenge 1           | 25 de marzo de 2012     | 1     | 1:05   | Járkov, Ucrania         |                                                             |
| Derrota   | 4–1    | Mamour Fall        | Decisión (dividida)         | ProFC 36                    | 22 de octubre de 2011   | 3     | 5:00   | Jasaviurt, Rusia        |                                                             |
| Victoria  | 4–0    | Łukasz Bugara      | Sumisión (guillotine choke) | ProFC 30                    | 5 de agosto de 2011     | 1     | 0:49   | Rostov del Don, Rusia   |                                                             |
| Victoria  | 3–0    | Denis Aleksandrov  | Sumisión (rear-naked choke) | ProFC 29                    | 2 de julio de 2011      | 2     | 3:57   | Rostov del Don, Rusia   |                                                             |
| Victoria  | 2–0    | Semen Selyukov     | TKO (golpes)                | ProFC 26                    | 8 de abril de 2011      | 2     | 0:36   | Rostov del Don, Rusia   |                                                             |
| Victoria  | 1–0    | Vahe Zakaryan      | Sumisión (guillotine choke) | ProFC 18                    | 21 de octubre de 2010   | 1     | 1:23   | Nálchik, Rusia          |                                                             |